# Ахабо
Ахабо (англ. Aghaboe; ирл. Achadh Bhó)— деревня в Ирландии, находится в графстве Лиишь (провинция Ленстер). К монахам располагавшегося здесь монастыря относился Святой Виргилий.